# Nail Gun Massacre
Nail gun - pistola de clavos (Nail Gun Massacre, después relanzada como Texas Nailgun Massacre) es un largometraje estadounidense de terror, con pinceladas de sexo y humor, que fue originalmente lanzado al mercado del vídeo en 1985. Dirigida por Bill Leslie y Terry Lofton, supuso el único largometraje para ambos realizadores.

## Argumento
Una joven es violada en grupo por unos trabajadores de la construcción. Cinco meses más tarde de lo sucedido, un extraño, armado con una pistola de clavos y oculto con ropa de camuflaje y un casco de motorista, comienza a matar a los responsables de la violación. Otros habitantes del lugar y forasteros comienzan a ser víctimas del asesino. La gente se pregunta quién está haciendo esto y hasta cuándo continuarán los crímenes. Mientras, el doctor y el médico del pueblo tratan de descubrir al asesino.

## Rodaje
La película fue rodada en escenarios del Estado de Texas como Combine y Seagoville.
Según uno de sus directores, Terry Lofton (1962-2011) el guion original para la película alcanzaba las 80 páginas, pero las limitaciones de presupuesto obligaron a reducirlo a 25. En una entrevista con Lofton, este declaró no haber querido dar a la película un tono terrorífico, prefiriendo darle uno más cercano a la comedia.

## Reparto
| Actor              | Personaje                         |
| ------------------ | --------------------------------- |
| Rocky Patterson    | Doctor Rocky Jones                |
| Ron Queen          | Sheriff Thomas                    |
| Beau Leland        | Bubba                             |
| Michelle Meyer     | Linda                             |
| Sebrina Lawless    | Mary Sue Johnson                  |
| Monica Lawless     | Bobbi Jo Johnson                  |
| Jerry Nelson       | Leeroy Johnson (Víctima #1)       |
| Mike Coady         | Mark                              |
| Randy Hayes        | Brad Watson                       |
| Staci Gordon       | Novia de Mark                     |
| Tom Meyers         | Autoestopista                     |
| John Price         | John                              |
| Charles Ladeate    | Tom                               |
| Joann Hazelbarth   | Maxine                            |
| Frances Heard      | Dependiente de la tienda          |
| Terry Lofton       | Camionero                         |
| John Rudder        | Hal                               |
| Shelly York        | Ann                               |
| Michael Bendall    | Ben                               |
| Connie Speer       | Trish                             |
| Roger Payne        | Amante en el coche #1             |
| Kit Mitchell       | Amante en el coche #2             |
| Taleesa Van-Tassel | Camarera #1                       |
| Amy Deitrich       | Camarera #2                       |
| Aaron Wince        | Carpintero #1                     |
| Aaron Chadwick     | Carpintero #2                     |
| Robb Skyler        | Víctima de la barbacoa            |
| Kim Mathis         | Hija de la víctima de la barbacoa |
| Pamela Rene        | Chica víctima #1                  |
| Diana Bober        | Chica víctima #2                  |
| Michael Cullins    | Violador                          |
| Martin Smith       | Violador                          |
| Mark Woodcock      | Chico caminando calle abajo       |
| John Holden        | Hombre mayor en el pueblo         |
| Thomas Freylac     | Voz del asesino                   |

Especialistas
Joann Hazelbarth, Terry Lofton, Michelle Meyer y Billy Wedlow.

## Distribución
Los distribuidores impusieron para su lanzamiento la inclusión de escenas adicionales de desnudos. La película fue lanzada directamente en el mercado videográfico, al igual que muchos otros títulos de terror de bajo presupuesto de los 80; en España fue lanzada en VHS en diciembre de 1985. Posteriormente se produjo su lanzamiento en vídeo en Bélgica (abril de 1986) y Estados Unidos (enero de 1987). Su lanzamiento en DVD en Estados Unidos se produjo el 12 de noviembre de 2004. El 5 de mayo de 2012 la película fue proyectada en el Texas Frightmare Weekend de Dallas, donde se encontraba disponible para su adquisición. Curiosamente, el 15 de mayo la película fue relanzada en VHS, un formato que ya no se comercializaba entonces de forma masiva.
Se conoce a esta película, de acuerdo con su distribución en los distintos países, con los siguientes títulos: The Nail Gun Massacre (título original); Nail Gun Massacre (título de video en Estados Unidos); Texas Nailgun Massacre (Estados Unidos, en DVD); Carnage (Francia, video); Il massacro (Italia, video), Nail gun - pistola de clavos, Nail Gun (pistola de clavos), Destino: Masacre (España, VHS); O Massacre (Brasil) y The Nailgun Massacre - Blutgericht in Arizona (Alemania, título en DVD).